# Centrale nucleare di Wolsong
La centrale nucleare di Wolsong è una centrale nucleare sudcoreana situata presso la città di Gyeongju nella provincia del Nord Gyeongsang; il complesso energetico è composto da due sezioni, di cui Wolsong è la sezione originaria.
L'impianto è composto da 4 reattori CANDU per 2.722 MW.